# Vicent Pérez Devesa
Vicent Pérez Devesa ( Benidorm, 24 de mayo de 1942-ibidem , 16 de marzo de 2006) fue un político español, alcalde de Benidorm desde 1994 y 2006. Ha sido también diputado en las Cortes Valencianas entre 1983 a 1987.

## Trayectoria política
Accedió al gobierno municipal en 1973, ocupando varias delegaciones hasta convertirse en primer teniente alcalde. Llegada la democracia, fue fundador del Partido Independiente de Benidorm, obteniendo tres concejales en las primeras elecciones locales en que apoyó a José Such Ortega para presidir la corporación local. Devesa se sería concejal de Cultura y Educación.
En 1983, se integró en el Partido Democrático Popular que a su vez formaba parte de la Coalición Popular, donde llegó a ser secretario provincial de Alicante. Así, en las primeras autonómicas logra el acta de diputado en las Cortes Valencianas.
En 1987 vuelve a centrar su actividad política en el municipio de Benidorm, consiguiendo el PDP, 7 concejales en el Ayuntamiento, aunque no son suficientes para desbancar a los socialistas del gobierno. Entre 1987 y 1991, el centroderecha benidormín se reunifica de la mano de Eduardo Zaplana y del nuevo PP. En 1994, con la salida de tal político hacia la política autonómica, Devesa vuelve a ser alcalde después de 20 años en la administración, revalidando el cargo en las elecciones de 1999 y 2003 con mayoría absoluta.

## Vida personal
Es hermano del que fue alcalde de Benidorm entre 1974 y 1977, Miguel Pérez Devesa.

## Fallecimiento
Pérez Devesa murió el 16 de marzo de 2006, a los 64 años, tras una enfermedad que le impidió ejercer las funciones de alcalde en los últimos meses de su vida.